# Relaciones Chile-Tailandia
Las relaciones Chile-Tailandia son las relaciones internacionales entre la República de Chile y el Reino de Tailandia. Ambos países de la cuenca del Pacífico son miembros de la Organización Mundial de Comercio y del Foro de Cooperación Económica Asia-Pacífico (APEC).

## Historia

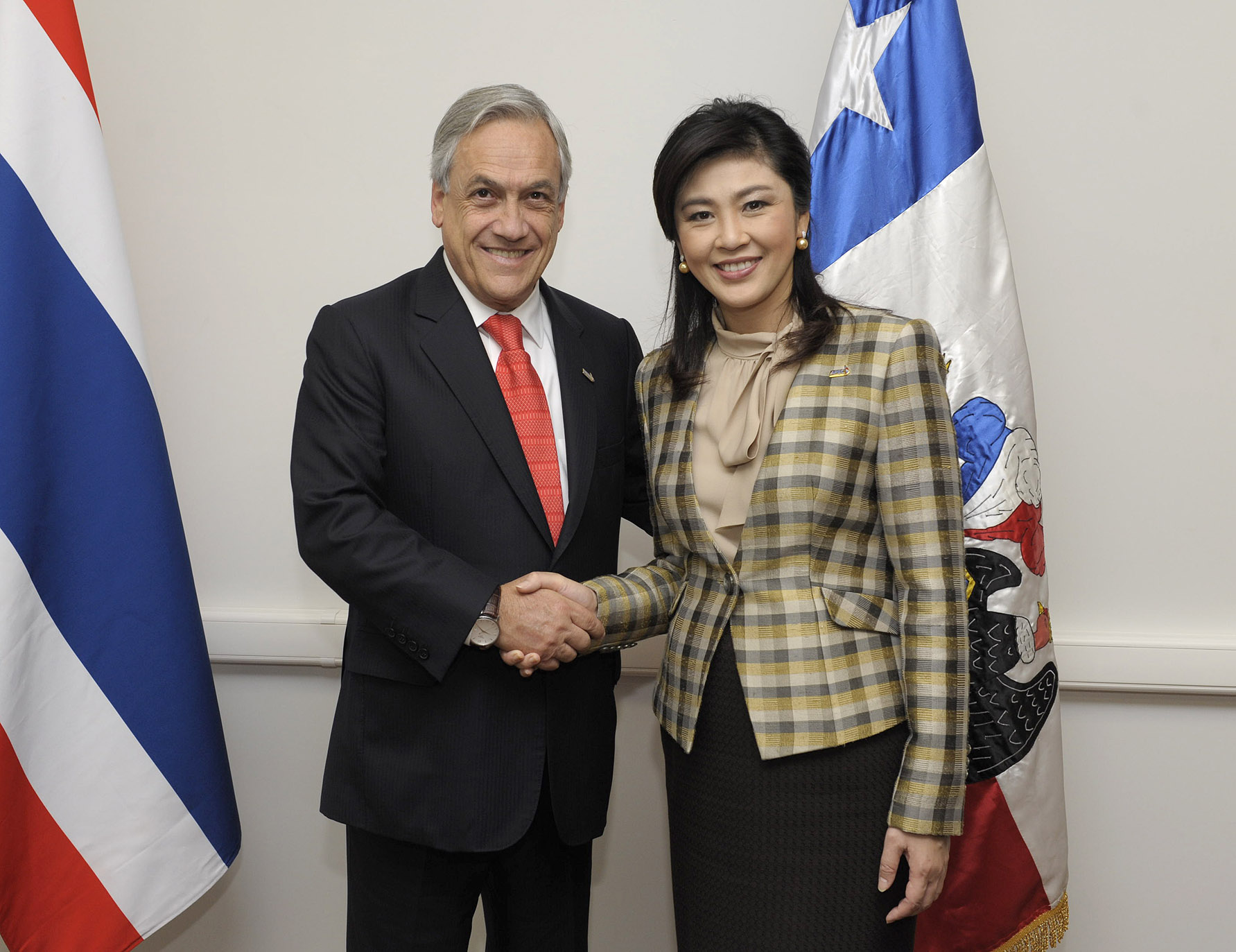
Reunión bilateral entre el presidente de Chile Sebastián Piñera y la primera ministra de Tailandia Yingluck Shinawatra durante la cumbre APEC en Rusia en 2012.

Chile y Tailandia establecieron relaciones diplomáticas el 29 de octubre de 1962, a través de sus respectivas embajadas en Buenos Aires, Argentina. En julio de 1981 Chile abrió su embajada residente en Bangkok. De ahí en más, ambos gobiernos firmaron un convenio comercial (1981) y un memorando de entendimiento para establecer una Comisión Mixta Comercial (1983), así como acuerdos de cooperación científico-técnica (1986) sobre uso pacífico de la energía nuclear (1988) y de exención de visas para pasaportes diplomáticos (1989).
Tailandia abrió su embajada residente en Santiago en 1994, mismo año en que ese país ingresó a la APEC en 1994, tras lo cual la relación bilateral se fortaleció con la profundización de los vínculos en áreas de interés común, en materias políticas, económicas y comerciales, particularmente en foros internacionales. Como corolario de lo anterior, el 4 de octubre de 2013, se suscribió en Bangkok un tratado de libre comercio (TLC) entre Chile y Tailandia, incluyendo áreas de cooperación en los ámbitos público, privado y académicos, en áreas de interés recíproco tales como energía, innovación, y desarrollo, turismo, educación y género entre otros. El TLC entró en vigencia internacional el 5 de noviembre de 2015.

## Relaciones comerciales
La relación comercial entre Chile y Tailandia se enmarca dentro del TLC firmado entre ambos países, que entró en vigor en noviembre de 2015. Gracias a este acuerdo, se otorgó acceso preferente inmediato a más del 90% de los productos del comercio bilateral. En 2023, el intercambio comercial entre ambos países ascendió a los 1 247 millones de dólares estadounidenses, con una tasa de crecimiento anual promedio de -2,1% en los últimos cinco años. Los principales productos exportados por Chile fueron cátodos de cobre, pasta química de madera y salmones congelados, mientras que aquellos exportados principalmente por Tailandia al país sudamericano fueron camionetas, atún preparado y automóviles de turismo.
Chile era a 2015 el tercer mayor socio comercial de Tailandia en Sudamérica, tras Brasil y Argentina, mientras que Tailandia es el primer socio comercial de Chile entre los países del área de la Asociación de Naciones del Sudeste Asiático.

## Misiones diplomáticas
- Chile estableció su embajada en Bangkok, la que también concurre con representación diplomática a Camboya y Myanmar.[5] Además, Chile cuenta con un consulado honorario en Phuket.[6]

- Tailandia estableció su embajada en Santiago de Chile, la que también concurre con representación diplomática a Panamá, Costa Rica y El Salvador.[7]